# Flawian (Pasicznyk)
Flawian, imię świeckie Foma Petrowycz Pasicznyk (ur. 19 sierpnia 1944 w Peremylu, zm. 24 grudnia 2010 w Dubnie) – biskup Ukraińskiego Kościoła Prawosławnego Patriarchatu Kijowskiego.

## Życiorys
Był synem kapłana prawosławnego. Z powodu antyreligijnych represji prowadzonych przez władze radzieckie za rządów Nikity Chruszczowa jego rodzina musiała w 1959 wyjechać do Azji Środkowej, do Kurgan-Tube. Po ukończeniu szkoły podstawowej przez dwa lata pracował jako tokarz (1961-1963), następnie przez dziesięć lat służył w armii radzieckiej, brał udział w operacjach poza granicami kraju.
W 1974 został wyświęcony na diakona przez arcybiskupa wołyńskiego Damiana. Rok później ten sam hierarcha udzielił mu święceń kapłańskich. Ukończył seminarium duchowne w Moskwie oraz Moskiewską Akademię Duchowną (1981). Służył w różnych parafiach w eparchii wołyńskiej, na terenie obwodu rówieńskiego Ukraińskiej SRR. W 1993 razem z kierowaną przez siebie parafią Trójcy Świętej w Pełczy przeszedł w jurysdykcję niekanonicznego Patriarchatu Kijowskiego. W 1997 został dziekanem dekanatu dubieńskiego w tejże jurysdykcji, zaś w styczniu 1998 - dziekanem obwodowym w eparchii rówieńskiej.
5 listopada 2000 miała miejsce jego chirotonia na biskupa charkowskiego i bohoduchowskiego. Po czterech latach Święty Synod Patriarchatu Kijowskiego przeniósł go w stan spoczynku i wyznaczył jako miejsce zamieszkania monaster św. Teodozjusza w Kijowie. W latach 2003-2004 był także biskupem sumskim.
Ciężko chorował na cukrzycę, wskutek czego stracił nogę i wzrok. Zmarł w 2010.